# Чаусовская волость
Ча́усовская волость — административно-территориальная единица в составе Стародубского уезда.
Административный центр — село Чаусы, позднее Горицы.

## История
Волость образована в ходе реформы 1861 года.
В 1919 году волостной центр был перенесён в село Горицы, при этом название волости сохранилось прежним.
В ходе укрупнения волостей, 7 июня 1928 года Чаусовская волость была упразднена, а её территория включена в состав Кистёрской волости.
Ныне вся территория бывшей Чаусовской волости входит в Погарский район Брянской области.

## Административное деление
В 1919 году в состав Чаусовской волости входили следующие сельсоветы: Василевский, Витемлянский, Горицкий, Дареевский, Евдокольский, Лукинский, Случовский, Сопычевский, Чаусовский.
По состоянию на 1 января 1928 года, список сельсоветов Чаусовской волости не изменился.